# Edmund Rau
Edmund Rau (* 4. Januar 1868 in Dobel; † 4. Mai 1953 in Stuttgart) war ein deutscher Jurist. Er machte als Beamter im württembergischen Staatsdienst Karriere. 1924 war er kurzzeitig amtierender Staatspräsident des freien Volksstaates Württemberg.

## Leben
Rau kam als jüngstes von zehn Kindern des evangelischen Pfarrers Karl Gottlieb David Rau (1815–1883) und dessen Frau Maria Sophie Rau, geb. Kurz (1830–1898) in Dobel zur Welt. Er besuchte die Volksschule in Warmbronn und das Gymnasium in Leonberg. In den Jahren 1887 bis 1891 studierte er in Tübingen zunächst Wirtschaftswissenschaften und seit 1890 Jura. Während des Studiums wurde er Mitglied der Landsmannschaft Ghibellinia Tübingen.
1891 kam er in die Stadtdirektion Stuttgart und war von 1893 bis 1897 in verschiedenen Ämtern bei der Stadt Stuttgart und in Blaubeuren beschäftigt. Im April 1897 wurde er in Stuttgart Amtmann. Ab 1901 war Rau Ministerialsekretär im Königlich Württembergischen Departement des Inneren, 1902 bis 1906 Oberamtmann des Oberamts Tettnang und ab 1906 wieder im Innenministerium in Stuttgart Ministerialassessor. Im Jahre 1907 wurde er Kanzleidirektor und 1909 Vortragender Rat.
Von 1914 bis 1916 war er in Kriegsdienst und kam anschließend in das württembergische Staatsministerium. Im Januar 1918 wurde er mit der Ausübung der Geschäfte eines ständigen Rats des Staatsministeriums beauftragt und am 6. November 1918 kurz vor Ausbruch der Revolution zum „Wirklichen Staatsrat und ständigen Rat des Staatsministeriums“ ernannt.
Am 25. November 1918 erfolgte die Übernahme der Geschäfte als Ministerialdirektor im neuen württembergischen Ernährungsministerium. Von 1923 bis 1924 amtierte Rau als Minister im Arbeits- und Ernährungsministerium. Am 8. April 1924 erfolgte seine Wahl zum württembergischen Staatspräsidenten (auf Abruf) als Nachfolger von Johannes von Hieber. Zugleich leitete er als Minister die Ressorts Arbeit, Ernährung und Kultus. Mit dem Amtsantritt Wilhelm Bazilles als neuer württembergischer Staatspräsident am 3. Juni 1924 kehrte Rau in seine Tätigkeit als Ministerialdirektor zurück und war bis 1930 mit der Auflösung der Ministerien Arbeit und Ernährung beschäftigt. Vom 29. April 1930 bis zum 31. März 1933 stand Rau als Präsident an der Spitze des Württembergischen Verwaltungsgerichtshofs, ehe er nach der Machtergreifung der Nationalsozialisten aus politischen Gründen in den Ruhestand trat.
Neben seinen politischen Ämtern war Rau auch in der evangelischen Landeskirche aktiv, unter anderem als Mitglied der Landessynode (1931–1948) und als Präsident des Landeskirchentages (1946–1948).
Edmund Rau war seit 1897 mit Mathilde Pauline Rau, geb. Kühner (1876–1955), verheiratet. Das Paar hatte vier Töchter.

## Ehrungen
- 1908 Ritter 1. Klasse des Friedrichs-Ordens (1916 mit Schwertern)
- 1908 Landwehr-Dienstauszeichnung 2. Klasse
- 1912 Ritterkreuz des Ordens der Württembergischen Krone (1916 Ehrenkreuz)
- 1915 Eisernes Kreuz 2. Klasse
- 1930 Ehrendoktor an der Universität Tübingen
- 1953 Großes Verdienstkreuz des Verdienstordens der Bundesrepublik Deutschland.